# جوزيف دبليو. ووكر
جوزيف دبليو. ووكر (بالإنجليزية: Joseph W. Walker)‏ هو لاعب كاراتيه أمريكي، ولد في 21 أكتوبر 1952.